# Семюел Каганамоку
Семюел Каганамоку (англ. Samuel Kahanamoku, 4 листопада 1902 — 26 квітня 1966) — американський плавець.
Призер Олімпійських Ігор 1924 року.